# Yevgeniya Dodina

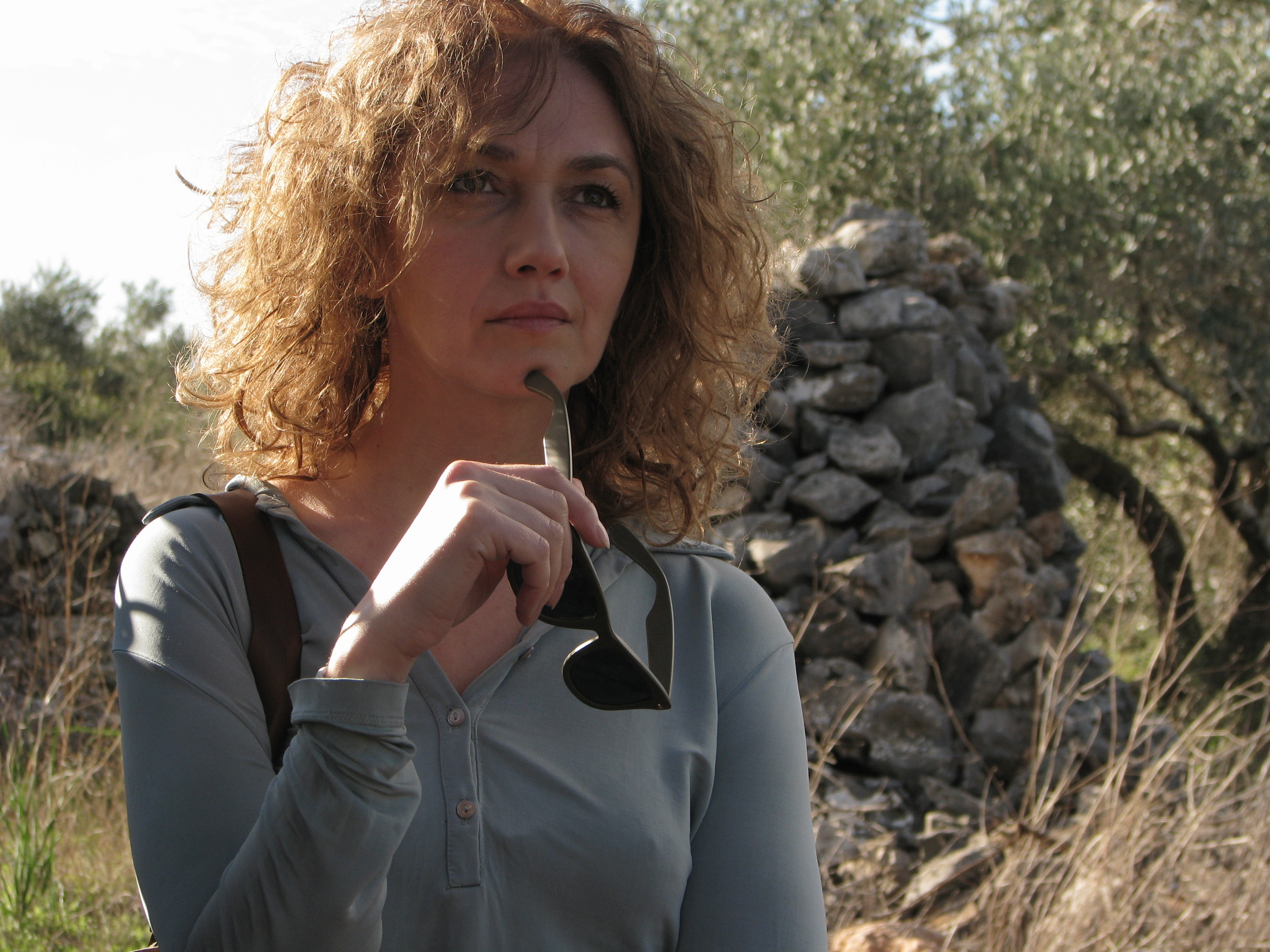
Yevgeniya Dodina; 2011

Yevgeniya Dodina (hebräisch יבגניה דודינה, russisch Евгения Додина Jewgenija Dodina, auch Jenya Dodina, hebräisch ג׳ניה דודינה, russisch Женя Додина Schenja Dodina; * 10. Dezember 1964 in Mahiljou, Weißrussische SSR, Sowjetunion) ist eine israelische Schauspielerin sowjetischer Herkunft.

## Leben
Im Alter von 16 Jahren verließ Dodina ihr Elternhaus und zog nach Moskau, wo sie später Schauspiel studierte. Nach dem Studium spielte sie im Majakowski-Theater, gefolgt von Filmaufgaben in sowjetischen Filmen, wie Поездки на старом автомобиле (Pojesdki na starom awtomobile, 1985) und Уроки музыки (Uroki Musiki, 1990). Nach der Perestroika wanderte sie nach Israel aus. Kurz nach ihrer Alija brach der Zweite Golfkrieg aus. Nach dem Golfkrieg wurde sie Ensemblemitglied des Gesher-Theaters. In Tel Aviv und wirkte zudem in diversen Filmen mit, u. a. in mehreren Filmen des Regisseurs Ari Folman. Für ihre Arbeit wurde sie mehrfach für den Ophir Award nominiert. Seit 2007 spielt sie am Nationaltheater Hamiba in Tel Aviv. 2017 war sie u. a. in dem deutschen Film In Zeiten des abnehmenden Lichts an der Seite von Bruno Ganz, Angela Winkler und Sylvester Groth zu sehen. Für die Produktion Vögel (DSE) von Wajdi Mouawad war Evgenia Dodina als Gast am Schauspiel Stuttgart engagiert. Seit der Spielzeit 2020/21 ist sie dort festes Ensemblemitglied.
Ihre Hauptrolle in Circus Palestina wird als ihre größte Rolle bezeichnet.

## Filmografie (Auswahl)
- 1996: Saint Clara
- 1996: Game Over (Sof Hamis'chak)
- 1998: Circus Palestina
- 2001: Made in Israel
- 2003: Nina’s Tragedies
- 2003: Haya O Lo Haya
- 2006: Dear Mr. Waldman (Michtavim Le America)
- 2006: Love & Dance (Sipur Hatzi-Russi)
- 2008: Ein Leben für ein Leben – Adam Resurrected
- 2010: There Were Nights (Haiu Leilot)
- 2011: Lily und Nira (Lo Roim Alaich)
- 2012: The Attack
- 2014: Love Letter to Cinema
- 2016: Past Life
- 2017: In Zeiten des abnehmenden Lichts
- 2017: Death of a Poetess
- 2017: Family
- 2018: Virgins (Vierges)
- 2020: Killing Eve (1 Episode)